# Orloff (Huhn)
Das Orloff-Huhn (auch Russisch Orloff) ist eine heute als selten geltende, regional bisweilen als vom Aussterben bedrohte Rasse des Haushuhnes, die 1884 erstmals nach Deutschland eingeführt wurde. Die Rasse gilt als „russisches Nationalhuhn“ und erhielt ihren Namen mutmaßlich in Anlehnung an ihren Förderer Graf Alexei Orlow-Tschesmenski.

## Geschichte
Wohl in der ersten Hälfte des 18. Jahrhunderts wurden hochbeinige Hühner mit gelben Schnäbeln und Beinen aus Persien nach Russland eingeführt. Sie erhielten den Namen Gilanki oder Gilanskie („Hühner von Gilan“), weil sie aus der Provinz Gilan stammten. Die Hühner hatten zu diesem Zeitpunkt verschiedene Gefiederfarben, aber noch keinen Bart, bis sie mit bärtigen russischen Hühnern namens Uschanka gekreuzt wurden. Aus diesen entstanden schließlich die Orloffs. 

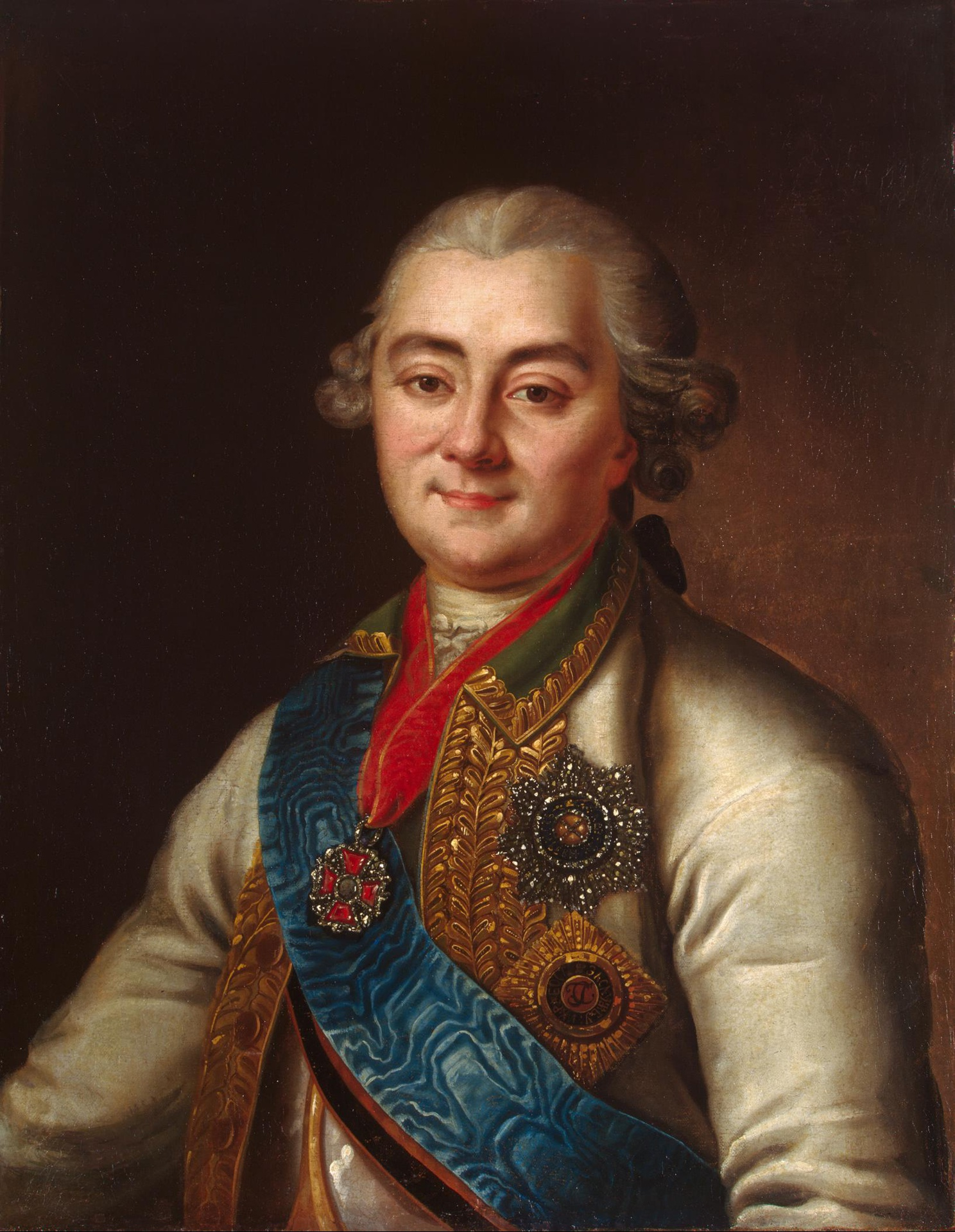
Graf Alexei Orlow gilt als Namensgeber der Rasse

Im Verlaufe des 18. Jahrhunderts wurde die Rasse durch den russischen Grafen Alexei Orlow-Tschesmenski, einem früheren Günstling von Katharina der Großen, gefördert und bekannt. Aus diesem Grund wird angenommen, dass die Rasse nach ihm benannt wurde (wie auch die Orlow-Traber). 
Erst im Jahre 1884 wurden die ersten Orloff-Hühner aus dem russischen Zarenreich nach Mitteleuropa importiert. Sie werden in einigen Quellen auch als „Orloff-Kämpfer“ (lat. Gallus dom. pugnax, barbatus) bezeichnet. Ein rotbrauner Hahn und fünf gleichfarbige Hennen gelangten zum königlich sächsischen Hofrat Professor Friedrich Zürn (1835–1900) nach Leipzig. Ein gelblicher, leicht weiß gesprenkelter Hahn mit zwei Hennen sowie zwei weiße Hennen gelangten wiederum in den Besitz des Barons Ludwig von Villa-Secca (1822–1894) nach Wien-Ottakring. Baron Villa-Secca war seinerzeit Vizepräsident des Clubs Deutscher und Österreichisch-Ungarischer Geflügelzüchter (dem heutigen BDRG).
In dieser Anfangszeit warb auch Professor Bruno Dürigen für die Hühnerrasse, die er erstmals 1886 in Russland gesehen hatte. So berichtete er in den Jahren 1909 und 1910 über ansehnliche Ausstellungstiere auf den Moskauer Schauen. Im Verlauf der 1920er Jahre kam die Rasse auch ins Vereinigte Königreich.

## Merkmale

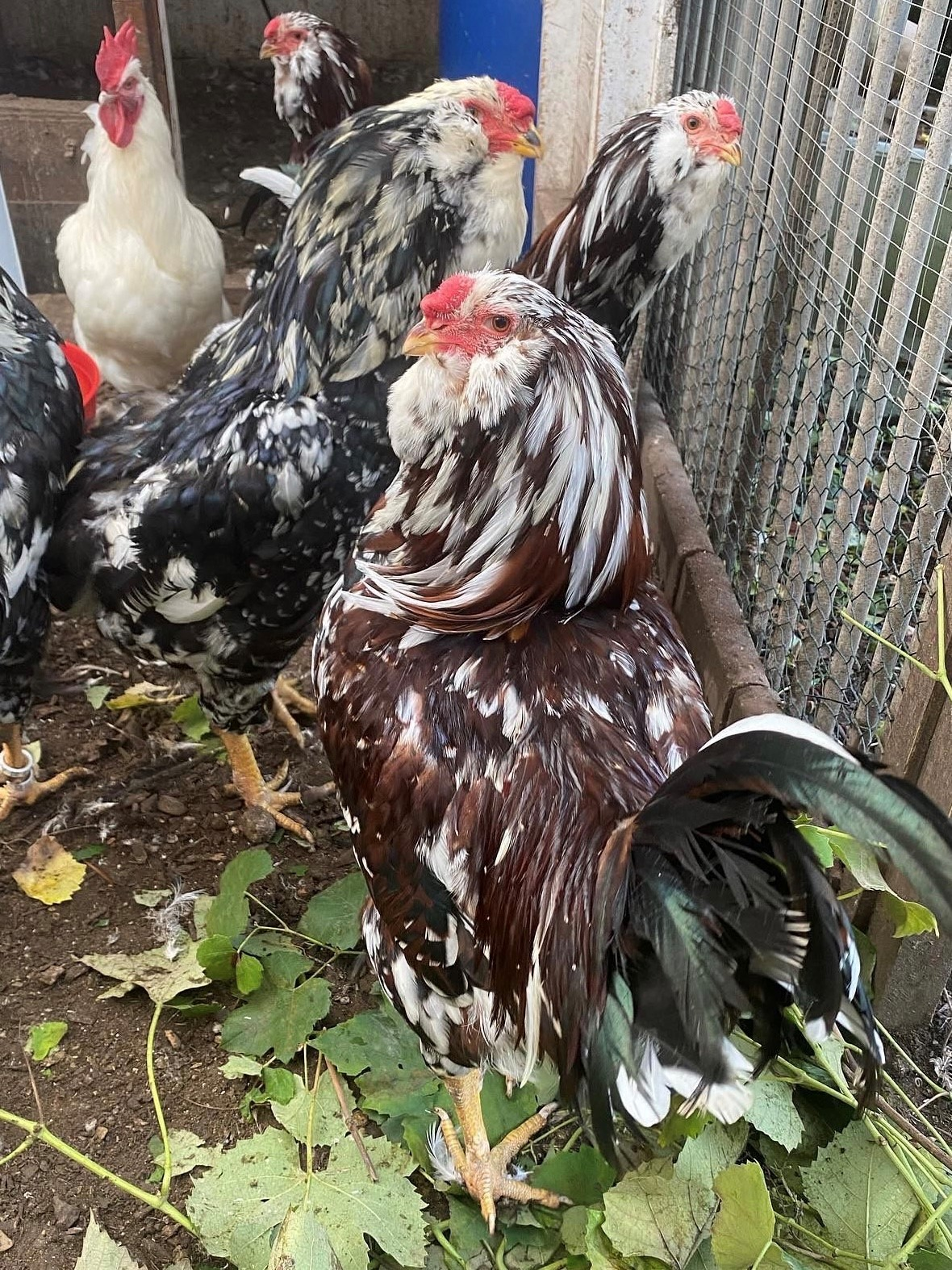
Junge Orloff-Hähne (schwarz-weißgescheckt und rotbunt)

Bei dem Orloff-Huhn handelt sich um ein großes auch an Hals und Kopf dicht befiedertes Huhn, das ausgewachsen als kälteresistent gilt. Optisch vereint es Merkmale von nordischen sowie von Kampfhühnerrassen (siehe beispielsweise Malaie) und tritt in mehreren Farbschlägen auf. Vom Zuchtstandard anerkannt sind rotbunt, mahagonifarbig, weiß, schwarz, gesperbert und schwarz-weißgescheckt. Die Hennen bringen etwa 2250 bis 2750 Gramm und die Hähne 3000 bis 3500 Gramm auf die Waage. Die Rasse gilt eher als fleischbetont, da die Legeleistung der Hennen meist mit nur 145 bis 160 Eiern angegeben wird. Die Eier sind weiß bis hellbraun. 
Obwohl die markante Erscheinung der bärtigen Orloffs meist als wild und raubvogelartig und der Ausdruck aufgrund der buschigen Augenbrauen bisweilen als finster beschrieben wird, sind Orloffs leicht zähmbar und sogar anhänglich.

## Zwergform
Bereits Anfang der 1920er Jahre wurde in Deutschland mit der Herauszüchtung der Zwerg-Orloff begonnen. Eingekreuzt wurden etwa Zwerghühner wie Chabos, die nach dem Ersten Weltkrieg erneut von Johannes Graf von Welczeck nach Deutschland importiert wurden. 1925 wurden die Tiere erstmalig vorgestellt und bis heute gezüchtet. Sie kommen in denselben Farbschlägen wie ihre großen Verwandten vor und laufen beispielsweise im Tierpark Berlin vor dem Streichelzoo frei umher. Hennen sind mit etwa 1000 Gramm etwas leichter als die Hähne mit 1200 Gramm. Die Legeleistung beträgt etwa 120 Eier im Jahr. Die Eier wiegen ca. 35 Gramm und sind gelbbraun.

## Sonderverein
Am 10. Februar 1912 wurde der „Sonderverein der Orloff- und Zwerg-Orloff-Züchter 1912 e. V.“ im Hotel „Drei Raben“ in Dresden gegründet (zunächst als „Vereinigung der Züchter russischer Orloffs“). Dieser setzt sich seit nunmehr 110 Jahren für die Erhaltung dieser Hühnerrasse ein. „Zum ersten Vorsitzenden wurde der Pfarrer Dr. Ranft aus Oberhelmsdorf bei Dresden gewählt, der den SV bis 1919 leitete“ und dann den Vorsitz an den Lehrer Rudolf Barth (1891–1971) aus Schmölln abgab, unter dessen Führung die Orloffzucht aufblühte. Der Verein zählte zeitweise über 170 Mitglieder. Ende 2022 lag die Mitgliederzahl noch bei etwa 120 Personen aus Deutschland, Belgien, der Slowakei, den Niederlanden, Polen, Österreich und der Schweiz.
Laut Tierbestandserfassung des BDRG gab es im Jahre 2009 in Deutschland 56 Zuchten rotbunter Orloffs (insgesamt 103 männliche und 476 weibliche Tiere) sowie 59 Zuchten mit insgesamt 122 männlichen und 480 weiblichen Zwerg-Orloffs. Weitaus geringer fielen die Zahlen für die anderen Farbschläge aus. Bei mahagonifarbigen Orloffs existierten beispielsweise nur sechs Zuchten mit insgesamt 63 Großtieren und acht Zuchten mit 50 Zwergen. Noch seltener kam die Rasse in den Farbschlägen gesperbert, schwarz und schwarz-weißgescheckt vor. Hier existierten nur fünf bis sechs Zuchten mit maximal 40 Tieren pro Variante und Farbenschlag.